# Hermann Meyn (Politiker)
Hermann Meyn (* 5. April 1907 in Horneburg; † 22. Dezember 1989) war ein deutscher Landwirt, Kaufmann und Politiker (SPD).

## Leben
Meyn besuchte das Athenaeum in Stade, absolvierte eine landwirtschaftliche und eine kaufmännische Ausbildung und studierte an der Universität Hamburg. Ab 1928 war er als Landwirt selbstständig und bewirtschaftete gepachtete Betriebe in Niedersachsen. 1945 pachtete er einen Betrieb in Harksheide (Schleswig-Holstein). Ab 1966 war er Inhaber eines landwirtschaftlichen Modellbetriebs im Kreis Segeberg.
1952 trat er der SPD bei. Seine politische Karriere begann Meyn als Kreistagsabgeordneter im Kreis Stormarn. Im November 1956 rückte er für Heinrich Wilckens über die SPD-Landesliste in den Landtag Schleswig-Holsteins nach. Dem Landtag gehörte er bis 1971 an. Meyn war Mitglied verschiedener Ausschüsse, darunter der Agrarausschuss, dessen stellvertretende Leitung er von 1962 bis 1967 innehatte. Außerdem war er Mitglied des Ausschusses für Heimatvertriebene, des Eingabenausschusses und des Ausschusses für Wahlprüfung. Er gehörte dem Ausschuss für die Wahl der ehrenamtlichen Verwaltungsrichter, dem Landeskleingartenausschuss und der Musterungs- und Prüfungskammer an.
Meyn war Aufsichtsratsmitglied der RWE, der Schleswig-Holsteinischen Landgesellschaft und unter anderem Landesvorsitzender des Bauernverbands Schleswig-Holstein.
Er war verheiratet und hatte drei Kinder.

## Auszeichnungen
- 1968: Bundesverdienstkreuz 1. Klasse